# Mud Glacier
Mud Glacier är en glaciär i Kanada.   Den ligger i provinsen British Columbia, i den västra delen av landet, 4 000 km väster om huvudstaden Ottawa. Mud Glacier ligger 175 meter över havet.
Terrängen runt Mud Glacier är bergig västerut, men österut är den kuperad. Trakten runt Mud Glacier är nära nog obefolkad, med mindre än två invånare per kvadratkilometer.. Det finns inga samhällen i närheten. 